# Sporting Cristal na Copa Libertadores da América
O Club Sporting Cristal já participou 37 vezes da Copa Libertadores, a primeira vez foi em 1962, até o momento é o clube peruano que mais disputou o torneio continental. Sua melhor participação ocorreu em 1997, ano em que alcançou o segundo lugar, chegou à final após eliminar rivais como Vélez Sársfield e Racing Club. Jorge Soto e Julinho são os artilheiros do clube na Copa Libertadores, ambos com 15 gols.
Na Copa Libertadores de 1995, conseguiu sua maior vitória a favor, foi a vitória por 7 a 0 sobre o Wilstermann da Bolívia.
Atualmente está competindo na edição de 2023.

## Resumo
| Clube            | País | Part | Tít | J   | V  | E  | D   | GP  | GC  | Pts |
| ---------------- | ---- | ---- | --- | --- | -- | -- | --- | --- | --- | --- |
| Sporting Cristal | Peru | 38   | 0   | 235 | 66 | 61 | 108 | 289 | 373 | 227 |

## História
O Sporting Cristal estreou na Copa Libertadores na edição de 1962, sua primeira partida foi contra o Nacional do Uruguai onde perderia por 3 a 2. Sua primeira vitória ocorreu em 20 de fevereiro de 1962, em Lima, ao vencer o Racing de Argentina por 3 a 2, os gols do clube peruano foram marcados por Daniel Flores e Alberto Gallardo.
Em 1997, chegou à final após eliminar Velez Sársfield, Bolívar e Racing na semifinal. O rival na final foi o Cruzeiro, o primeiro jogo que foi disputado em Lima, ficou empatado 0 a 0. Depois, no Brasil, o clube peruano perdia por 1 a 0, e com aquele resultado chegava ao fim o sonho de conquistar o título naquela edição. Julinho (jogador do Cristal) é lembrado naquela final, estava em boas condições para fazer o gol que poderia dar o título ao clube peruano, mas Dida impediu que isso acontecesse. O goleiro do Sporting Cristal, Julio Balerio, foi criticado por considerar que tinha de fazer mais para evitar o golo do Cruzeiro. Algum tempo depois, Balerio aceitou que falhou naquele momento.
Em 2004 chegou às oitavas de final, sendo esta a última vez que o clube disputou esta instância. Em 2009, disputou a primeira fase contra o Estudiantes de la Plata, o resultado total foi de 2 a 2, mas o clube peruano foi eliminado devido ao gol que sofreu na primeira partida em Lima.

## Partidas disputadas

### 1960 – 1969
| Data                                 | Mandante                             | Placar                               | Visitante                            | Referências                          |
| Copa Libertadores da América de 1962 | Copa Libertadores da América de 1962 | Copa Libertadores da América de 1962 | Copa Libertadores da América de 1962 | Copa Libertadores da América de 1962 |
| ------------------------------------ | ------------------------------------ | ------------------------------------ | ------------------------------------ | ------------------------------------ |
| 10 de fevereiro de 1962              | Nacional                             | 3-2                                  | Sporting Cristal                     | [carece de fontes?]                  |
| 14 de fevereiro de 1962              | Racing                               | 2-1                                  | Sporting Cristal                     | [carece de fontes?]                  |
| 17 de fevereiro de 1962              | Sporting Cristal                     | 0-1                                  | Nacional                             | [carece de fontes?]                  |
| 20 de fevereiro de 1962              | Sporting Cristal                     | 2-1                                  | Racing                               | [carece de fontes?]                  |
| Copa Libertadores da América de 1968 |                                      |                                      |                                      |                                      |
| 24 de janeiro de 1968                | Jorge Wilstermann                    | 0-1                                  | Sporting Cristal                     | [carece de fontes?]                  |
| 28 de janeiro de 1968                | Always Ready                         | 1-4                                  | Sporting Cristal                     | [carece de fontes?]                  |
| 15 de fevereiro de 1968              | Universitario                        | 1-1                                  | Sporting Cristal                     | [carece de fontes?]                  |
| 19 de fevereiro de 1968              | Sporting Cristal                     | 2-0                                  | Jorge Wilstermann                    | [carece de fontes?]                  |
| 24 de fevereiro de 1968              | Sporting Cristal                     | 1-1                                  | Always Ready                         | [carece de fontes?]                  |
| 2 de março de 1968                   | Sporting Cristal                     | 2-2                                  | Universitario                        | [carece de fontes?]                  |
| 17 de março de 1968                  | Emelec                               | 0-2                                  | Sporting Cristal                     | [carece de fontes?]                  |
| 20 de março de 1968                  | Deportivo Portugués                  | 1-1                                  | Sporting Cristal                     | [carece de fontes?]                  |
| 25 de março de 1968                  | Sporting Cristal                     | 0-0                                  | Peñarol                              | [carece de fontes?]                  |
| 28 de março de 1968                  | Sporting Cristal                     | 2-0                                  | Deportivo Portugués                  | [carece de fontes?]                  |
| 1 de abril de 1968                   | Sporting Cristal                     | 1-1                                  | Emelec                               | [carece de fontes?]                  |
| 10 de abril de 1968                  | Peñarol                              | 1-1                                  | Sporting Cristal                     | [carece de fontes?]                  |
| Copa Libertadores da América de 1969 |                                      |                                      |                                      |                                      |
| 26 de fevereiro de 1969              | Sporting Cristal                     | 3-3                                  | Juan Aurich                          | [carece de fontes?]                  |
| 1 de março de 1969                   | Sporting Cristal                     | 2-1                                  | Santiago Wanderers                   | [carece de fontes?]                  |
| 3 de março de 1969                   | Sporting Cristal                     | 2-0                                  | Universidad Católica                 | [carece de fontes?]                  |
| 6 de março de 1969                   | Juan Aurich                          | 2-2                                  | Sporting Cristal                     | [carece de fontes?]                  |
| 11 de março de 1969                  | Santiago Wanderers                   | 2-0                                  | Sporting Cristal                     | [carece de fontes?]                  |
| 13 de março de 1969                  | Universidad Católica                 | 2-3                                  | Sporting Cristal                     | [carece de fontes?]                  |
| 18 de março de 1969                  | Santiago Wanderers                   | 1-1                                  | Sporting Cristal                     | [carece de fontes?]                  |
| 20 de março de 1969                  | Sporting Cristal                     | 1-2                                  | Universidad Católica                 | [carece de fontes?]                  |

### 1970 – 1979
| Data                                 | Fase                                 | Mandante                             | Placar                               | Visitante                            | Referências                          |
| Copa Libertadores da América de 1971 | Copa Libertadores da América de 1971 | Copa Libertadores da América de 1971 | Copa Libertadores da América de 1971 | Copa Libertadores da América de 1971 | Copa Libertadores da América de 1971 |
| ------------------------------------ | ------------------------------------ | ------------------------------------ | ------------------------------------ | ------------------------------------ | ------------------------------------ |
| 13 de fevereiro de 1971              | Fase de grupos                       | Sporting Cristal                     | 0-0                                  | Universitario                        | [carece de fontes?]                  |
| 19 de fevereiro de 1971              | Fase de grupos                       | Sporting Cristal                     | 1-2                                  | Rosario Central                      | [carece de fontes?]                  |
| 1 de março de 1971                   | Fase de grupos                       | Sporting Cristal                     | 2-0                                  | Boca Juniors                         | [carece de fontes?]                  |
| 17 de março de 1971                  | Fase de grupos                       | Boca Juniors                         | 2-2                                  | Sporting Cristal                     | [carece de fontes?]                  |
| 25 de março de 1971                  | Fase de grupos                       | Rosario Central                      | 4-0                                  | Sporting Cristal                     | [carece de fontes?]                  |
| 31 de março de 1971                  | Fase de grupos                       | Universitario                        | 3-0                                  | Sporting Cristal                     | [carece de fontes?]                  |
| Copa Libertadores da América de 1973 |                                      |                                      |                                      |                                      |                                      |
| 2 de fevereiro de 1973               | Fase de grupos                       | Sporting Cristal                     | 2-2                                  | Universitario                        | [carece de fontes?]                  |
| 17 de fevereiro de 1973              | Fase de grupos                       | Sporting Cristal                     | 1-0                                  | Olimpia                              | [carece de fontes?]                  |
| 22 de fevereiro de 1973              | Fase de grupos                       | Sporting Cristal                     | 1-1                                  | Cerro Porteño                        | [carece de fontes?]                  |
| 2 de março de 1973                   | Fase de grupos                       | Universitario                        | 0-1                                  | Sporting Cristal                     | [carece de fontes?]                  |
| 16 de março de 1973                  | Fase de grupos                       | Olimpia                              | 1-0                                  | Sporting Cristal                     | [carece de fontes?]                  |
| 20 de março de 1973                  | Fase de grupos                       | Cerro Porteño                        | 5-0                                  | Sporting Cristal                     | [carece de fontes?]                  |
| Copa Libertadores da América de 1974 |                                      |                                      |                                      |                                      |                                      |
| 17 de fevereiro de 1974              | Fase de grupos                       | Defensor Lima                        | 2-0                                  | Sporting Cristal                     | [carece de fontes?]                  |
| 3 de março de 1974                   | Fase de grupos                       | Universidad Católica (Equador)       | 0-0                                  | Sporting Cristal                     | [carece de fontes?]                  |
| 6 de março de 1974                   | Fase de grupos                       | El Nacional                          | 3-0                                  | Sporting Cristal                     | [carece de fontes?]                  |
| 13 de março de 1974                  | Fase de grupos                       | Sporting Cristal                     | 0-2                                  | Defensor Lima                        | [carece de fontes?]                  |
| 20 de março de 1974                  | Fase de grupos                       | Sporting Cristal                     | 1-3                                  | El Nacional                          | [carece de fontes?]                  |
| 3 de abril de 1974                   | Fase de grupos                       | Sporting Cristal                     | 2-1                                  | Universidad Católica (Equador)       | [carece de fontes?]                  |

### 2020 – 2029
| Data                                 | Fase                                 | Mandante                             | Placar                               | Visitante                            | Referências                          |
| Copa Libertadores da América de 2020 | Copa Libertadores da América de 2020 | Copa Libertadores da América de 2020 | Copa Libertadores da América de 2020 | Copa Libertadores da América de 2020 | Copa Libertadores da América de 2020 |
| ------------------------------------ | ------------------------------------ | ------------------------------------ | ------------------------------------ | ------------------------------------ | ------------------------------------ |
| 6 de fevereiro                       | Segunda fase                         | Barcelona SC                         | 4-0                                  | Sporting Cristal                     | [ 8 ]                                |
| 13 de fevereiro                      | Segunda fase                         | Sporting Cristal                     | 2-1                                  | Barcelona SC                         | [ 9 ]                                |
| Copa Libertadores da América de 2021 |                                      |                                      |                                      |                                      |                                      |
| 20 de abril                          | Fase de grupos                       | Sporting Cristal                     | 0-3                                  | São Paulo                            | [ 10 ]                               |
| 29 de abril                          | Fase de grupos                       | Racing                               | 2-1                                  | Sporting Cristal                     | [ 11 ]                               |
| 5 de maio                            | Fase de grupos                       | Rentistas                            | 0-0                                  | Sporting Cristal                     | [ 12 ]                               |
| 11 de maio                           | Fase de grupos                       | Sporting Cristal                     | 0-2                                  | Racing                               | [ 13 ]                               |
| 19 de maio                           | Fase de grupos                       | Sporting Cristal                     | 2-0                                  | Rentistas                            | [ 14 ]                               |
| 25 de maio                           | Fase de grupos                       | São Paulo                            | 3-0                                  | Sporting Cristal                     | [ 15 ]                               |
| Copa Libertadores da América de 2022 |                                      |                                      |                                      |                                      |                                      |
| 5 de abril                           | Fase de grupos                       | Sporting Cristal                     | 0-2                                  | Flamengo                             | [ 16 ]                               |
| 12 de abril                          | Fase de grupos                       | Universidad Católica                 | 2-1                                  | Sporting Cristal                     | [ 16 ]                               |
| 26 de abril                          | Fase de grupos                       | Talleres                             | 1-0                                  | Sporting Cristal                     | [ 16 ]                               |
| 4 de maio                            | Fase de grupos                       | Sporting Cristal                     | 1-1                                  | Universidad Católica                 | [ 16 ]                               |
| 17 de maio                           | Fase de grupos                       | Sporting Cristal                     | 0-0                                  | Talleres                             | [ 16 ]                               |
| 24 de maio                           | Fase de grupos                       | Flamengo                             | 2-1                                  | Sporting Cristal                     | [ 16 ]                               |
| Copa Libertadores da América de 2023 |                                      |                                      |                                      |                                      |                                      |
| 21 de fevereiro                      | Segunda fase                         | Nacional                             | 2-0                                  | Sporting Cristal                     | [ 17 ]                               |
| 28 de fevereiro                      | Segunda fase                         | Sporting Cristal                     | 5-1                                  | Nacional                             | [ 17 ]                               |
| 9 de março                           | Terceira fase                        | Huracan                              | 0-0                                  | Sporting Cristal                     | [ 17 ]                               |
| 16 de março                          | Terceira fase                        | Sporting Cristal                     | 1-0                                  | Huracan                              | [ 17 ]                               |
|                                      | Fase de grupos                       | Sporting Cristal                     | 1-3                                  | Fluminense                           | [ 17 ]                               |

## Elencos

### 1960 – 1969
| Edição | Elenco | Treinador    | Ref    |
| ------ | --- | ------------ | ------ |
| 1962   | Rafael Asca • Luis Rubiños • Reynaldo Parraga • Eloy Campos • Hugo Carmona • Orlando de la Torre • Alberto del Solar • Roberto Elías • Alipio Escate • Matías Quintos • Anselmo Ruíz • Javier Márquez • Nicolás Nieri • Mario Rodríguez • Adolfo Vega • Enríque Arguedas • José del Castillo • Faustino Delgado • Eduardo Elias • Daniel Flores • Alberto Gallardo • Carlos Gonzales Pajuelo • Alberto Ramírez • Carlos Saco Vertiz | Juan Honores | [ 18 ] |
| 1968   | Alberto Parraga • Luis Rubiños • Eloy Campos • Orlando de la Torre • Roberto Elías • Víctor Fernández • Elías Mellan • Anselmo Ruiz • César Tagle • Ramon Mifflin • Nicolas Nieri • Alfredo Quesada • Pedro Ruiz • Mario Aquije • José del Castillo • Alberto Gallardo • Carlos Gonzales Pajuelo • Hugo Lobaton • Bernabe Navarro • Tadeo Risco • Julio Salas • Jorge Vásquez • Ángel Velasquez                                     | Didi         | [ 19 ] |
| 1969   | Alberto Parraga • Luis Rubiños • Eloy Campos • Orlando de la Torre • Roberto Elias • Victor Fernandez • Elias Mellan • Cesar Tagle • Ramón Mifflin • Alfredo Quesada • Vantuil • Jorge Weston • Mario Aquije • José del Castillo • Alberto Gallardo • Francisco Gonzales • Carlos Gonzales Pajuelo • Hugo Lobatón • Bernabé Navarro • Tadeo Risco • Julio Salas • Jorge Vasquez • Angel Velasquez                                   | Didi         | [ 20 ] |

### 1970 – 1979
| Edição | Elenco | Treinador        | Ref    |
| ------ | --- | ---------------- | ------ |
| 1971   | Rodolfo Bazán • Luis Rubiños • Eloy Campos • Orlando de la Torre • Roberto Elias • Victor Fernandez • Elias Mellan • Hector Revoredo • Cesar Tagle • Víctor Benítez • Jorge Charún • Roberto Chauca • Ramon Mifflin • Nicolás Nieri • Augusto Palacios • Alfredo Quesada • Luis Torres • Mario Aquije • José Del Castillo • Alberto Gallardo • Carlos Gonzales Pajuelo • Alejandro Guzmán • Reynaldo Jaime • Próspero Merino • Bernabé Navarro • Juan Orbegozo • Tadeo Risco • | Vessillo Bartoli | [ 21 ] |